# Protolit
Protolit – skała macierzysta skały metamorficznej. W geologii i petrologii terminem tym określa się skałę, będącą wyjściową do procesów metamorficznych i związanych z nim produktów. Protolitem skały metamorficznej mogą być zarówno skały magmowe, jak i skała osadowa. W niektórych przypadkach, np. gnejsach często nadaje się przy nazewnictwie przedrostek, wskazujący na genetyczny rodzaj protolitu: orto - gdy skała powstała ze skały magmowej oraz para - wówczas gdy protolitem była skała osadowa (paragnejs, ortognejs).
Gdy skała uległa częściowym bądź słabym przeobrażeniom, protolit jest dostrzegalny makroskopowo, za pomocą analizy tekstury i struktury skały oraz składu mineralnego, odpowiadającego danej skale, np. metagabro. W przypadku gdy skała metamorficzna nie ma żadnych cech ze skały macierzystej, protolit wyznacza się na podstawie m.in. minerałów reliktowych, analogii do występujących skał magmowych i osadowych w otoczeniu metamorficznej itp.
Przykładową skałą, która nie wykazuje cech swojego poprzednika jest serpentynit. Skała ta powstaje wskutek metasomatozy hydrotermalnej, działającej na ofiolity. Protolitami serpentynitów były skały ultramaficzne, jak dunity, harzburgity, lherzolity, websteryty oraz piroksenity. Są to skały magmowe, odznaczające się widoczną strukturą krystaliczną, natomiast serpentynit jest skała afanitową. Niemniej jednak oliwin, będący jednym z głównych składników ultrabazytów, bardzo szybko ulega serpentynizacji, co jest dobrze widoczne w preparacie mikroskopowym.
Wiele skał metamorficznych nie wykazuje żadnych cech wskazówkowych do ustalenia protolitu. Przykładem jest nefryt, na temat genezy którego powstało wiele publikacji naukowych.